# Alysha Koloi
Alysha Koloi, född 8 september 2001, är en australisk simhoppare.

## Karriär
Vid VM 2024 i Doha tog Koloi guld i enmeterssvikten.